# Mauro Ferraccioli
Mauro Ferraccioli (ur. 27 marca 1954 w Bergantino, zm. 31 stycznia 2019) – włoski żużlowiec, występujący również na długim torze.

## Życiorys
Dziesięciokrotny medalista indywidualnych mistrzostw Włoch na żużlu: dwukrotnie złoty (1974, 1981) oraz ośmiokrotnie srebrny (1972, 1973, 1976, 1977, 1978, 1979, 1980, 1982). Oprócz tego, złoty medalista mistrzostw drużynowych (1981), w parach (1982) oraz na długim torze (1976).
Wielokrotny reprezentant kraju na arenie międzynarodowej, m.in. trzykrotny uczestnik półfinałów mistrzostw świata par (1976, 1978, 1981), wielokrotny uczestnik eliminacji indywidualnych mistrzostw świata (m.in. pięciokrotnie w ćwierćfinałach kontynentalnych – 1975, 1976, 1978, 1980, 1981) oraz drużynowych mistrzostw świata (m.in. pięciokrotnie w półfinałach kontynentalnych – 1976, 1978, 1980,1982, 1983).